# Иванов, Дмитрий Иванович (полный кавалер ордена Славы)
Дмитрий Иванович Иванов (1926—1995) — участник Великой Отечественной войны, полный кавалер орден Славы.

## Биография
Родился 8 ноября 1926 года в селе Хомутино Троицкого района Алтайского края в семье рабочего. Русский. Окончил 4 класса. Трудился в колхозе «Пятилетка» Киселевского района Кемеровской области.
В Красной Армии и на фронте в Великую Отечественную войну с ноября 1943 года.
Стрелок 220-го стрелкового полка (4-я стрелковая дивизия, 69-я армия, 1-й Белорусский фронт) рядовой Дмитрий Иванов в бою 24 июля 1944 года за населенный пункт Зосинек (16 километров юго-западнее города Хелм, Польша) был ранен, но поля боя не покинул.
За мужество и отвагу, проявленные в боях, рядовой Иванов Дмитрий Иванович 10 августа 1944 года награждён орденом Славы 3-й степени (№ 89690).
8 февраля 1945 года Дмитрий Иванов в бою близ железнодорожного участка Франкфурт-на-Одере — Реппен (Германия) гранатами подорвал вражеский пулемет с расчетом, а при отражении контратак противника сразил из автомата до десяти гитлеровцев.
За мужество и отвагу, проявленные в боях, рядовой Иванов Дмитрий Иванович 6 марта 1945 года награждён орденом Славы 2-й степени (№ 28265).
В ходе наступления на левом берегу реки Одер у населенного пункта Клессин (4 километра северо-восточнее города Лебус, Германия) помощник командира стрелкового взвода ефрейтор Дмитрий Иванов в рукопашной схватке лично уничтожил несколько солдат.
Во время штурма вражеских позиций ликвидировал со взводом два сильно укрепленных очага сопротивления противника, расстреляв в упор до десяти гитлеровцев.
В бою 6 марта 1945 года ефрейтор Дмитрий Иванов был ранен.
Указом Президиума Верховного Совета СССР от 31 мая 1945 года за образцовое выполнение заданий командования в боях с немецко-фашистскими захватчиками ефрейтор Иванов Дмитрий Иванович награждён орденом Славы 1-й степени (№ 3126), став полным кавалером ордена Славы.
После войны продолжал службу в Вооруженных Силах СССР. В 1950 году старшина Д. И. Иванов демобилизован. Жил в городе Киселёвске Кемеровской области. Работал на Афонинском кирпичном заводе. Скончался 11 марта 1995 года.

## Награды
- Орден Славы I степени (31 мая 1945 — № 3126)
- Орден Славы II степени (6 марта 1945 — № 28265)
- Орден Славы III степени (10 августа 1944 — № 89690)
- Орден Отечественной войны I степени
- Почетный гражданин Киселёвска.
- также ряд мадалей